# عناية مركزة عصبية

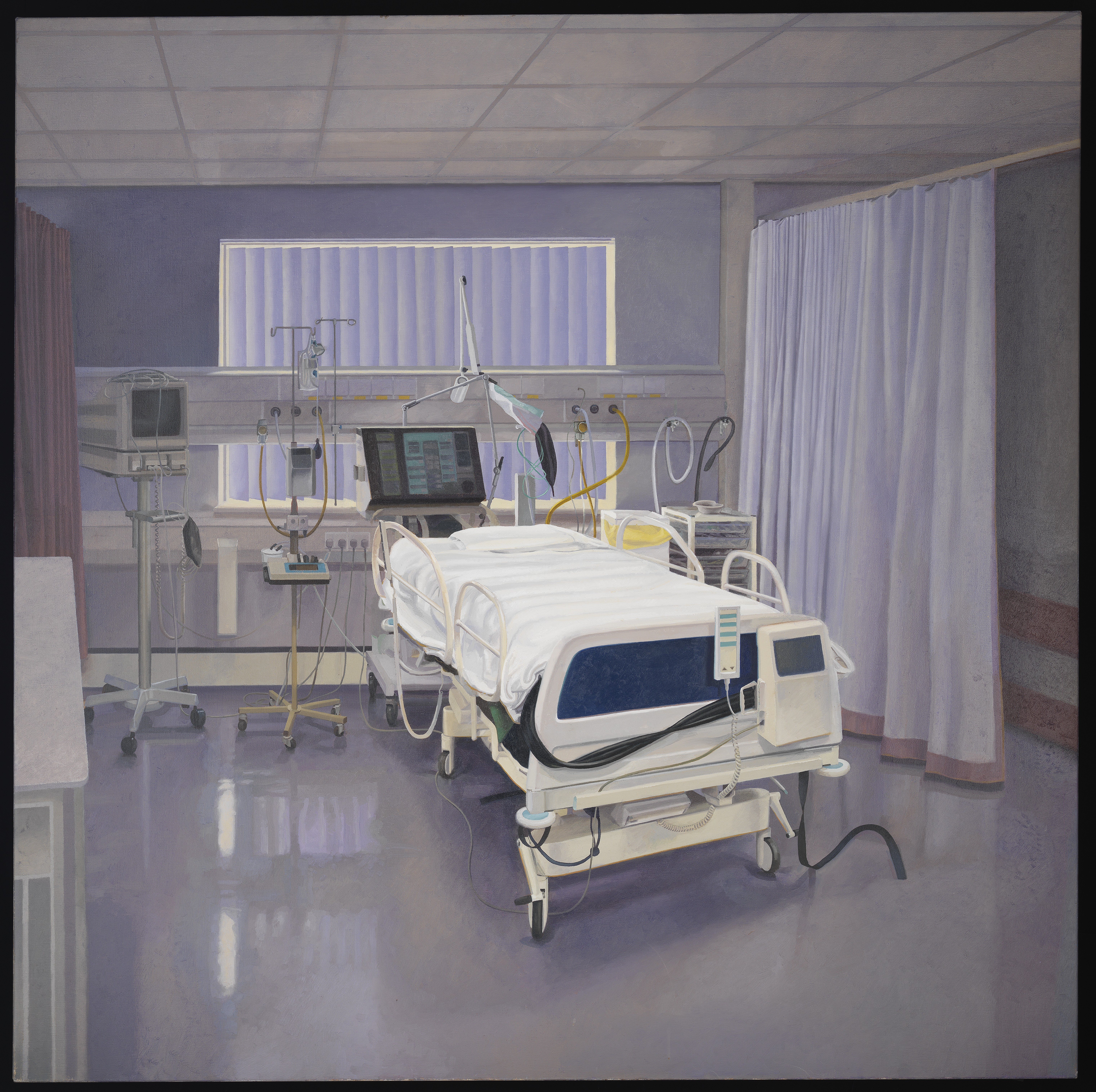

العناية الحرجة العصبية أو العناية المركزة العصبية هي مجال طبي يعالج أمراض الجهاز العصبي المهددة للحياة، ويحدد الإصابة الدماغية الثانوية ويعالجها/يمنعها.

## المجال
يُدعى الأطباء الذين يمارسون هذا النوع من الطب أطباء العناية المركزة العصبية، ويستطيعون الحصول على تدريب طبي في العديد من المجالات، بما فيها طب الأعصاب، أو التخدير، أو طب الطوارئ، أو الطب الباطني، أو الجراحة العصبية. تتضمن الأمراض الشائعة المعالجة في وحدات العناية المركزة العصبية كلًا من السكتات الدماغية، وأمهات الدم المتمزقة، وإصابات النخاع الشوكي والدماغ الناتجة عن الصدمة، والنوبات (خاصةً تلك التي تستمر لفترة طويلة من الزمن؛ الحالة الصرعية، و/أو تتضمن صدمة للمريض، بمعنى آخر، تسبب سكتة أو إغماء)، وتورم الدماغ (الوذمة الدماغية)، وخمج الدماغ (التهاب دماغ)، وسحايا النخاع الشوكي أو الدماغ (التهاب السحايا)، وأورام الدماغ (خاصةً الحالات الخبيثة؛ في علم الأورام العصبية)، وضعف العضلات المسؤولة عن عملية التنفس (مثل الحجاب الحاجز). بالإضافة إلى التعامل مع التعامل مع أمراض الجهاز العصبي الحرجة، يعالج أطباء العناية المركزة العصبية الاختلاطات التي قد تحدث لدى مرضاهم، بمن فيهم مرضى القلب، أو الرئة، أو الكلى، أو أي جهاز آخر في الجسم، بما فيها علاج الأخماج.

## مراكز العناية العصبية المركزة
وحدات العناية المركزة العصبية (إن آي سي يو) هي وحدات متخصصة في مراكز العناية الثالثية المتخصصة بعناية مرضى الجراحة وما بعد الجراحة العصبية الحرجة. هدف «إن آي سي يو» هو تقديم مداخلات طبية فورية ومبكرة، ويشمل ذلك تدبير الألم، والمجاري التنفسية، والتهوية، ومضادات تخثر الدم، وارتفاع الضغط داخل القحف، والاستتباب القلبي الوعائي، وإصابة الدماغ الثانوية. تشمل معايير القبول: اضطراب الوعي، وضعف القدرة على حماية مجاري التنفس، والضعف التنفسي المتزايد، والحاجة إلى التهوية الميكانيكية، والنوبات، والدليل الشعاعي على ارتفاع الضغط داخل القحف المترقي، ومراقبة الوظيفية العصبية لدى المرضى ذوي الأمراض الحرجة. شهد استخدام وحدات العناية المركزة العصبية ازديادًا ملحوظًا في مستشفيات الإحالة الثالثية. واحد من أهم أسباب زيادة استخدام «إن آي سي يو» هو استخدام انخفاض حرارة الجسم العلاجي الذي ثبت أنه يحسن النتائج العصبية طويلة الأمد بعد السكتة القلبية.